# Eleazar Gómez
Eleazar Gómez (Ciudad de México, 29 de mayo de 1986) es un actor, cantante y modelo mexicano, conocido principalmente por interpretar a Leonardo Francisco Blanco en la telenovela  Rebelde. En 2009, logró mayor reconocimiento al interpretar a Mateo Novoa en la telenovela Atrévete a soñar, personaje que le permitió obtener el primero de otros muchos reconocimientos más en su carrera artística. Posteriormente, interpreta el personaje de Alejandro Reyes en la telenovela de Nickelodeon, Miss XV y a Roy Pavia Orol en Amores verdaderos. Desde 2010, ha sido el encargado de ponerle voz al personaje de Hipo en la saga de Cómo entrenar a tu dragón.

## Primeros años
Gómez nació el 29 de mayo de 1986 en la Ciudad de México. Es el menor de tres hermanos, sus hermanos son los actores Zoraida Gómez y Jairo Gómez. Tuvo un hermano llamado Hixem, quien se suicidó a los 18 años, su hermano era también actor y se desconoce la razón por la cual se quitó la vida. Gómez culminó sus estudios secundarios a distancia en la modalidad de bachiller en ciencias sociales. Gómez estudió actuación en el Centro de Educación Artística (CEA) en la Ciudad de México.[cita requerida]

## Carrera

### 1990-2004: Primeros pasos en la actuación
Eleazar Gómez comenzó a actuar a los cinco años. Su primer trabajo como actor fue en 1990 en la película dramática Mi querido viejo, en donde interpretó el personaje principal. Su siguiente trabajo llegó en 1993 en la película La última batalla, en donde interpretó a Mom. Al finalizar el rodaje de la película, participó en la película Se equivocó la cigüeña, dirigida por María Elena Velasco, en donde interpretó a Pedrito.
En 1995, realizó una participación especial en el programa de televisión mexicano Al derecho y al Derbez. Ese mismo año, participó en la telenovela Retrato de familia, en donde dio vida al protagonista, en su etapa infantil. En 1996, fue anunciado como parte del elenco principal de la telenovela infantil Luz Clarita, interpretando a Martín. Ese mismo año, interpretó a Lupito en la telenovela Azul.
Desde 1997 a 2003, Gómez participó en varios episodios del programa de televisión dramático, Mujer, casos de la vida real, conducido por Silvia Pinal. En octubre de 1997, se integra al elenco de la telenovela juvenil producida por Pedro Damián, Mi pequeña traviesa. En 1999, protagonizó la telenovela infantil Cuento de Navidad, interpretando a Pancho López. En 2002, participó en la telenovela Así son ellas, en donde interpretó a Arturo Calderón Corso. En 2004, se integró al elenco de la telenovela Inocente de ti. De 2002 a 2003, interpretó a Brian Rios en la primera, segunda y tercera temporada de la serie de televisión juvenil Clase 406.

### 2005-2011: Participación en telenovelas y doblaje
En 2005, fue llamado por el productor de televisión mexicano Pedro Damián para integrar el elenco principal de la telenovela juvenil Rebelde. Adaptación de la telenovela argentina, Rebelde Way, creada por Cris Morena. Gómez interpretó el personaje de Leonardo Francisco Blanco. En 2007, interpretó a Adrian en la serie de televisión juvenil Lola, érase una vez. Adaptación de la telenovela argentina Floricienta. Ese mismo año, realizó una participación especial en la película de acción, Species IV: The Awakening.[cita requerida] En 2008, protagonizó la película romántica Pecados de una profesora, dirigida por Rodrigo Vidal. Ese mismo año, participó en un capítulo de la primera temporada de la serie de televisión dramática, La rosa de Guadalupe, y fue elegido como parte del elenco de la telenovela Las tontas no van al cielo, como Charlie Morales.
En 2009, fue anunciado como protagonista de la serie de televisión Atrévete a soñar, interpretando el personaje de Mateo Novoa. Gómez participó en la banda sonora de la serie y formó parte de Atrévete a soñar, el show. Por su personaje, ganó en los Premios TVyNovelas como Mejor actor joven y recibió a Personaje masculino favorito de una serie en los Kids Choice Awards México.[cita requerida] En 2010, prestó su voz para el personaje de Hipo en la película animada, Cómo entrenar a tu dragón, basada libremente en la serie de libros del mismo nombre de la autora británica Cressida Cowell. En noviembre de 2010, interpreta a Aníbal Dunant Cuevas en la telenovela Cuando me enamoro. Ese mismo año, participó en el musical Aladino el musical.

### 2012-presente:Miss XVyreality shows
En 2012, fue elegido como villano principal de la serie original de Nickelodeon, Miss XV, interpretando a Alejandro Reyes. La serie está basada en la famosa telenovela mexicana de 1987, Quinceañera. Gómez fue integrante del grupo pop Eme 15, nacido de la serie de televisión juvenil Miss XV, creado por Pedro Damián y los productores de Nickelodeon Latinoamérica. En noviembre de 2012, fue confirmado como parte del elenco de la telenovela Amores verdaderos, interpretando a Roy Pavía Orol, un famoso tenista mexicano. Gómez comparte créditos con Eiza González, Erika Buenfil, Sebastián Rulli y Sheryln.
En 2013, interpretó el personaje de Claudio en la película animada, El secreto del medallón de Jade.[cita requerida] Ese mismo año, participó en el musical, Grease. En 2014, participó en el programa de televisión musical Bailando por un sueño. Ese mismo año, interpretó a Benito Segura en la serie de televisión Muchacha italiana viene a casarse. Ese mismo año, vuelve hacer la voz de Hipo en la segunda entrega de la película animada Cómo entrenar a tu dragón 2. En 2016, fue anunciado como parte del elenco principal de la telenovela Simplemente María, producida por Ignacio Sada Madero, en donde interpreta a Juan Pablo Flores.
En septiembre de 2017, participó en la serie biográfica producida por Carla Estrada, Silvia Pinal, frente a ti, basada en la vida de la primera actriz mexicana Silvia Pinal, en donde encarnó a Emilio Azcárraga Milmo, en su etapa joven. En 2019, firmó contrato con Mega y MTV Latinoamérica para participar en el reality show de supervivencia, Resistiré, razón por la que viajó a Chile para participar en el programa. Ese mismo año, vuelve a trabajar en la tercera entrega de la película animada Cómo entrenar a tu dragón 3, en donde presta su voz a Hipo.

## Vida privada

### Arresto
El 6 de noviembre de 2020, Gómez fue detenido y acusado de violencia doméstica. Como consecuencia de este arresto, fue despedido por su agencia de talentos y su personaje en La mexicana y el güero fue reemplazado por Ferdinando Valencia. Gómez fue liberado el 26 de marzo de 2021 luego de que se declaró culpable de los cargos de violencia doméstica y fue multado con 420 000 pesos MXN y un período de libertad condicional de tres años.

## Filmografía

### Cine
| Año  | Título                          | Personaje     | Notas              | Ref    |
| ---- | ------------------------------- | ------------- | ------------------ | ------ |
| 1990 | Mi querido viejo                | Rafaelito     | Papel principal    | [ 10 ] |
| 1992 | Amor a la medida                | Pepito        | Papel principal    |        |
| 1993 | La última batalla               | Mom           | Actuación infantil | [ 11 ] |
| 1993 | Se equivocó la cigüeña          | Pedrito       | Protagonista       | [ 12 ] |
| 2007 | Species: The Awakening          | Estudiante #3 | Rol menor          |        |
| 2008 | Pecados de una profesora        | Abel Franco   | Protagonista       | [ 27 ] |
| 2010 | Cómo entrenar a tu dragón       | Hipo (voz)    | Doblaje            | [ 5 ]  |
| 2013 | El secreto del medallón de Jade | Claudio (voz) | Protagonista       | [ 52 ] |
| 2014 | Cómo entrenar a tu dragón 2     | Hipo (voz)    | Doblaje            | [ 40 ] |
| 2019 | Cómo entrenar a tu dragón 3     | Hipo (voz)    | Doblaje            | [ 46 ] |

### Televisión
| Año       | Título                            | Personaje                       | Ref    |
| --------- | --------------------------------- | ------------------------------- | ------ |
| 1995      | Al derecho y al derbez            | Él mismo                        | [ 13 ] |
| 1995-1996 | Retrato de familia                | Octavio (niño)                  | [ 14 ] |
| 1996      | Luz Clarita                       | Martín, "el Chanclas"           | [ 15 ] |
| 1996      | Azul                              | Lupito                          | [ 16 ] |
| 1997      | Mi pequeña traviesa               | Quique                          | [ 18 ] |
| 1997-2003 | Mujer, casos de la vida real      |                                 | [ 17 ] |
| 1999      | Cuento de navidad                 | Pancho López                    | [ 19 ] |
| 2002      | Clase 406                         | Brian Rios                      | [ 22 ] |
| 2002      | Así son ellas                     | Arturo Calderón Corso           | [ 20 ] |
| 2004      | Inocente de ti                    | Víctor González                 | [ 21 ] |
| 2005      | Rebelde                           | Leonardo Francisco Blanco       | [ 1 ]  |
| 2007      | Lola, érase una vez               | Adrián                          | [ 25 ] |
| 2008      | La rosa de Guadalupe              | Varios roles                    | [ 28 ] |
| 2008      | Las tontas no van al cielo        | Charlie Morales                 | [ 29 ] |
| 2009      | Verano de amor                    | Cachito                         |        |
| 2009      | Piel de estrellas                 | Él mismo                        | [ 53 ] |
| 2009-2010 | Atrévete a soñar                  | Mateo Novoa                     | [ 2 ]  |
| 2011      | Cuando me enamoro                 | Aníbal Dunant Cuevas            | [ 32 ] |
| 2012      | Miss XV                           | Alejandro "Alexis" Reyes Méndez | [ 3 ]  |
| 2012-2013 | Amores verdaderos                 | Rolando "Roy" Pavia Orol        | [ 4 ]  |
| 2014      | Bailando por un sueño             | Él mismo                        | [ 38 ] |
| 2014-2015 | Muchacha italiana viene a casarse | Benito Segura                   | [ 39 ] |
| 2015-2016 | Simplemente María                 | Juan Pablo Flores               | [ 41 ] |
| 2017-2018 | Súper X                           | Iker                            | [ 54 ] |
| 2019      | Silvia Pinal, frente a ti         | Emilio Azcárraga Milmo          | [ 43 ] |
| 2019      | Resistiré                         | Él mismo                        | [ 45 ] |
| 2020      | La mexicana y el güero            | Sebastián de la Mora "Sebas"    | [ 55 ] |

### Teatro
| Año  | Obra                          | Rol     | Notas         | Ref    |
| ---- | ----------------------------- | ------- | ------------- | ------ |
| 2011 | Aladino el musical            | Aladino | Debut teatral | [ 33 ] |
| 2013 | Vaselina                      | Danny   | Protagonista  | [ 37 ] |
| 2015 | Como quieras... ¡Perro ámame! | Max     | Protagonista  | [ 56 ] |

## Discografía
Álbumes en bandas sonoras
| Año  | Álbum | Posiciones | Certificaciones   |
| Año  | Álbum | MÉX        | Certificaciones   |
| ---- | --- | ---------- | ----------------- |
| 2009 | Atrévete a Soñar - Lanzamiento: 13 de abril - Discográfica: Universal Music - Formatos: CD, descarga digital                        | 1          | - MEX: 2x Platino |
| 2009 | Atrévete a Soñar 2 - Lanzamiento: 3 de octubre - Discográfica: Universal Music - Formatos: CD, descarga digital                     | 2          | - MÉX: Platino    |
| 2010 | Miss XV - Lanzamiento: 26 de junio de 2012 - Discográfica: Warner Music México/Nickelodeon Records - Formatos: CD, descarga digital | —          |                   |

## Premios y nominaciones
| Año  |                              | Categoría                                 | Trabajo                           | Resultado | Ref              |
| ---- | ---------------------------- | ----------------------------------------- | --------------------------------- | --------- | ---------------- |
| 2012 | Kids Choice Awards Argentina | Villano Favorito                          | Miss XV                           | Nominado  | [cita requerida] |
| 2010 | Kids Choice Awards México    | Personaje Masculino Favorito De Una Serie | Atrévete a soñar                  | Nominado  | [cita requerida] |
| 2012 | Kids Choice Awards México    | Villano Favorito                          | Miss XV                           | Nominado  | [cita requerida] |
| 2014 | Kids Choice Awards México    | Fashionista Favorito                      | Él mismo                          | Nominado  | [cita requerida] |
| 2015 | Kids Choice Awards México    | Actor Favorito                            | Muchacha italiana viene a casarse | Nominado  | [cita requerida] |
| 2010 | Premios Califa de Oro        | Mejor Actuación del Año                   | Atrévete a soñar                  | Ganador   | [ 60 ]           |
| 1997 | Premios TVyNovelas           | Mejor Actuación Infantil                  | Luz clarita                       | Nominado  | [cita requerida] |
| 2009 | Premios TVyNovelas           | Mejor Actor Juvenil                       | Las tontas no van al cielo        | Ganador   | [cita requerida] |
| 2010 | Premios TVyNovelas           | Mejor Actor Juvenil                       | Atrévete a soñar                  | Nominado  | [cita requerida] |
| 2011 | Premios TVyNovelas           | Mejor Actor Juvenil                       | Cuando me enamoro                 | Nominado  | [cita requerida] |
| 2014 | Premios TVyNovelas           | Mejor Actor Juvenil                       | Amores verdaderos                 | Nominado  | [cita requerida] |